# PerfectGoal
PerfectGoal е онлайн футболен мениджър, който е разработен и се разпространява от фирмата Арт-е-Фактен от Хановер съвеместно с бившия професионален футболист и световен шампион Герд Мюлер. По тази причина играта носи също така и името с допълнение в него „Gerd Müllers PerfectGoal“ (Перфектният гол на Герд Мюлер). Официалният старт на играта е на 1 октомври 2009.

## Принцип на играта
Всеки потребител избира още при регистрацията си часовата зона, в която желае да играе, тъй като срещите се състоят винаги в точно определено време.
Мачове могат да се играят в 07:30, 10:15, 13:00, 15:45, 18:30 и в 21:15. Всяка среща тече в реално време, включително и 15 мин. почивка.
Всеки нов потребител получава един основен стадион и кадър от 15 души, включително и треньор. Новият отбор е много млад и малко трениран. В хода на играта силата на отбора расте всеки ден чрез тренировки, закупуване на футболисти и работа с подрастващия кадър.
Започва се на един сървър в предварителен кръг, на който се играят по три мача на ден в часовете от 15:45. При това е важно да се разбере как да се избере най-добрият стартов състав и как най-добре да се тренират футболистите.
По време на среща може да се повлияе върху развоя на играта чрез промяна на стила на игра и нивото на агресия, чрез акции като преса или контраатака, както и чрез зрителски акции.

## Сезони, шампионати и купи
Ако след няколко дни новият потребител е готов да мери сили в срещи от лигата, той избира един национален сървър, на който да се изкачи. Тези национални сървъри също са разпределени в различни часови зони. Изкачване на национален сървър се състои винаги в понеделник, понеже сезонът започва във вторник с по една седмица разлика.
Един сезон продължава 34 дни плюс един понеделник, в който няма срещи. На всеки национален сървър има 63 лиги с по 18 отбора, следователно общо 1134 отбора. Те са подредени във формата на пирамида.
Професионални лиги: една 1-ва лига, две 2-ри лиги, четири 3-ти лиги
Аматьорски лиги: осем 4-ти лиги, шестнайсет 5-и лиги и тридесет и две 6-и лиги.
Всяка вечер в 18:30 ч се състоят срещите от лигите. Оценяването, а с това и класирането се водят по общите действащи правила на футбола.
Във всеки сезон се състои допълнително поне един турнир за купа (PerfectCup). Тук отборите играят в 21:15 един срещу друг случайно избрани противници и трите най-добри от всеки сървър получават купа.

## Стадион и периферия
Паралелно със срещите и подготовката за тях потребителят може да разширява своя стадион с трибуни, места за правостоящи и седящи, ложи и ВИП места, както и елементи като прожектори, информационни табла, треньорски скамейки, също така хотели, феншопове или ДЮШ в общо 200 нива на разширяване. Нивото на разширяване и цените на билетите влияят заедно с фактори като времето, лига и противник върху броя на зрителите, а с това и върху приходите на клуба.

## Графичната повърхност
Графично играта е оформена много богато. Многобройни обзорни страници като мениджърски офис, базата на клуба или всякакви разширения са направени като близки до реалността 3d графики. Стартовият състав може да се прави чрез Drag&Drop от резервната скамейка, но също така по желание може да бъде направен и автоматично от системата.
Единственият Adobe Flash елемент в играта е колелото на късмета. Всеки потребител получава ежедневно по един безплатен чип, за да може да завърти колелото на късмета. Раздават се 80 различни печалби, които могат да бъдат напр. жетони (валутата на играта) или различни екстри и лицензи.
За наблюдението на една или няколко срещи трябва да се отвори „лайв-тикъра“, който на всяка минута показва най-новите събития на терена и в който могат да бъдат стартирани акции или да се получи подкрепа от зрителите.

## Общността
Цялата игра е преведена на няколко езика и може да се играе на немски, английски, френски, испански, португалски, руски, полски, български и турски. Също така е на разположение и поддръжка на тези езици.
От старта на играта са се регистрирали повече от 110 000 потребителя от цял свят в PerfectGoal.  Най-голяма част от активните 40 000 са потребители от Германия и Полша.
В играта са налични за всеки език чат и център за съобщения.

## Финансиране
Играта се финансира от продажбата на екстри, които повишават комфорта на играене или предлагат допълнителни функции. В магазина за екстри потребителят може да придобие между другото подаръци за повишаване на мотивацията, барабани за зрителите, чипове за колелото на късмета или мениджърски лицензи. Тези лицензи съдържат други многобройни екстри и разширени функции, с които може по-добре напр. да се прецени тренировъчната сила на противника, да се планира за по-дълго време или да се види таланта на един футболист на трансферния пазар.
Единственото ограничение за редовното участие в играта, което трябва да се закупи е професионалното разрешение за трите висши лиги. То струва 1,50 евро на сезон, може обаче да бъде спечелено на колелото на късмета.
Чрез придобиването на т.нар. „таймс“ потребителят може освен това да ускори или скъси много процеси, които изискват повече време: например да се ускорят строежи, по-бързо излекуване на контузии или скъсяване на престоя в тренировъчния лагер.
Играта е напълно свободна от рекламни банери и обяви.

## Целева група
В играта няма насилие или съдържание, което да е вредно за подрастващите и така е подходяща за всяка възрастова група. От една страна е насочена към футболните запалянковци, от друга обаче към хора, които предпочитат икономически симулации и за които мениджмънта на клуба е по-важен от спортните успехи.

## Награди
През декември 2009 г. PerfectGoal бяха присъдени три награди от портала browsergames.de: за най-добра графика, най-забавна игра и най-добра игра в категорията спорт. 
От май 2010 г. PerfectGoal се намира и в портофолиото на пъблишъра Playnik. 